# La grotta di Trofonio
La grotta di Trofonio (título original en italiano; en español, La cueva de Trofonio) es una ópera, descrita como una ópera cómica, en dos actos (cinco escenas) compuesta por Antonio Salieri sobre un libreto de Giovanni Battista Casti.
Su primera representación tuvo lugar en Viena (Austria), en el Burgtheater el 12 de octubre de 1785 y tuvo un gran éxito. La similitud de la historia de la ópera pudo haber influido a Lorenzo da Ponte cuando escribió el libreto de Così fan tutte de Mozart.
Es una ópera poco representada en la actualidad; en las estadísticas de Operabase aparece con sólo dos representaciones en el período 2005-2010.

## Sinopsis
Dori y Ofelia (hermanas) está enamoradas de Plistene y Artemidoro (amigos). Los dos pares tienen personalidades que contrastan: Dori y Plistene son extravertidos y entusiastas, Ofelia y Artemidoro son introvertidos y reservados. El mago Trofonio los invita a su cueva mágica donde sus caracteres son invertidos, primero los hombres y luego las mujeres. Finalmente todo es arreglado y hay un final feliz.

## Personajes
| Personaje                                       | Tipo de voz | Intérprete en el estreno 12 de octubre de 1785 | Reestreno 14 de marzo de 2005 |
| ----------------------------------------------- | ----------- | ---------------------------------------------- | ----------------------------- |
| Aristone                                        | bajo        | Francesco Bussani                              | Olivier Lallouette            |
| Dori, hija de Aristone, enamorada de Artemidoro | soprano     | Celeste Coltellini                             | Marie Arnet                   |
| Ofelia, hija de Aristone, enamorada de Plistene | soprano     | Nancy Storace                                  | Raffaella Milanesi            |
| Artemidoro                                      | tenor       | Vincenzo Calvesi                               | Nikolaï Schukoff              |
| Plistene                                        | tenor       | Stefano Mandini                                | Mario Cassi                   |
| Trofonio, un mago                               | bajo        | Francesco Benucci                              | Carlo Lepore                  |